# آرامگاه عبدل‌آباد
مسجد عبدل‌آباد یا چهارطاقی عبدل‌آباد یا آرامگاه عبدل‌آباد مربوط به دوره ایلخانی است و در شهرستان بردسکن، بخش شهرآباد، روستای عبدل‌آباد واقع شده و این اثر در تاریخ ۲۷ بهمن ۱۳۸۲ با شمارهٔ ثبت ۱۰۹۰۸ به‌عنوان یکی از آثار ملی ایران به ثبت رسیده است. این بنا بقعه‌ای خشتی آجری به ارتفاع ۱۳٫۲۰ متر می‌باشد که گنبدی بر فراز آن ساخته شده و فضای داخلی آن در قسمت زیر گنبد مخروطی و بخشی از دیوارهای داخلی با هشت طاق نمای درونی گچبری‌های ساده و لوزی‌شکل است.

## نگارخانه

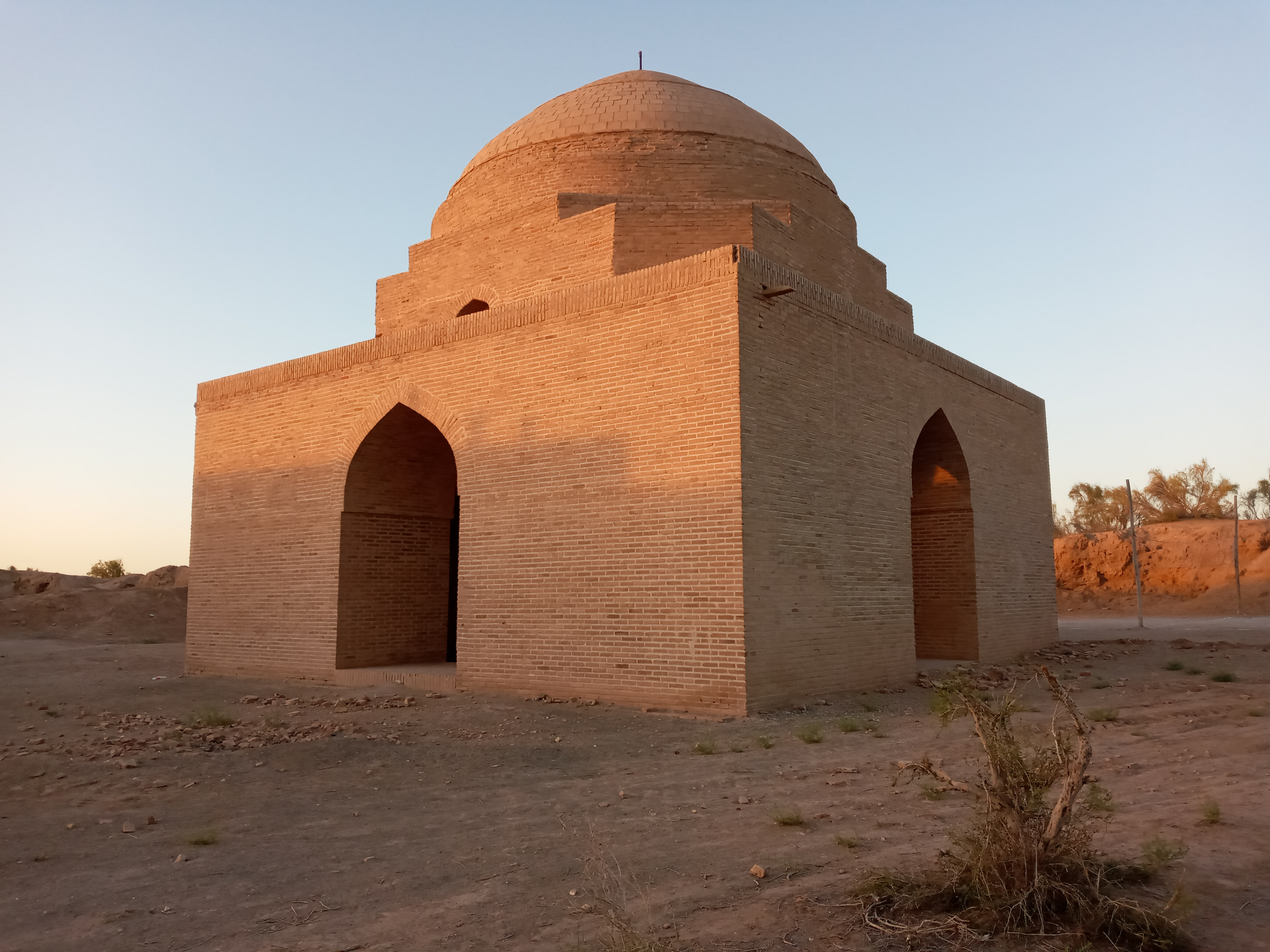
مسجد عبدل‌آباد
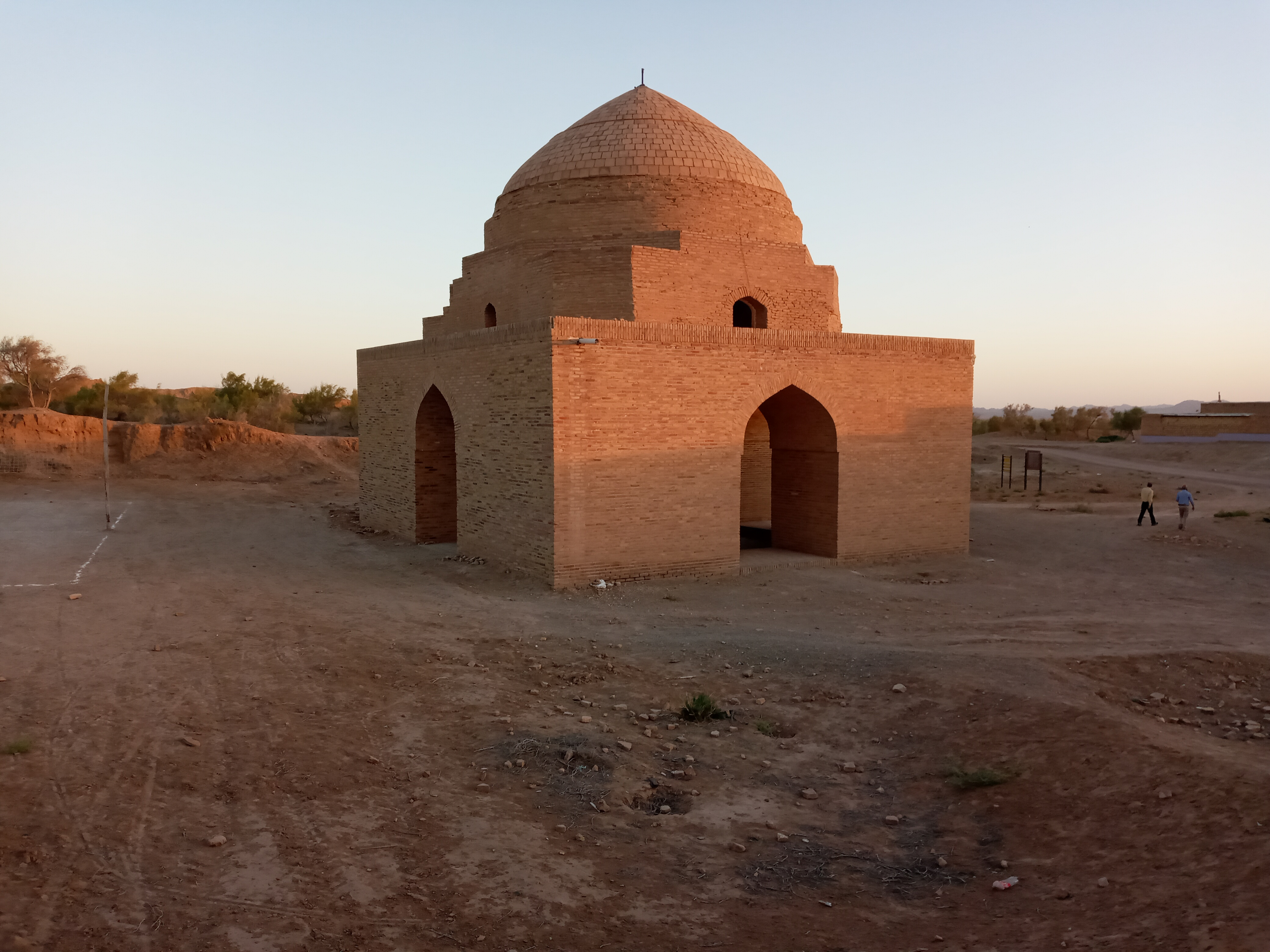
مسجد عبدل‌آباد
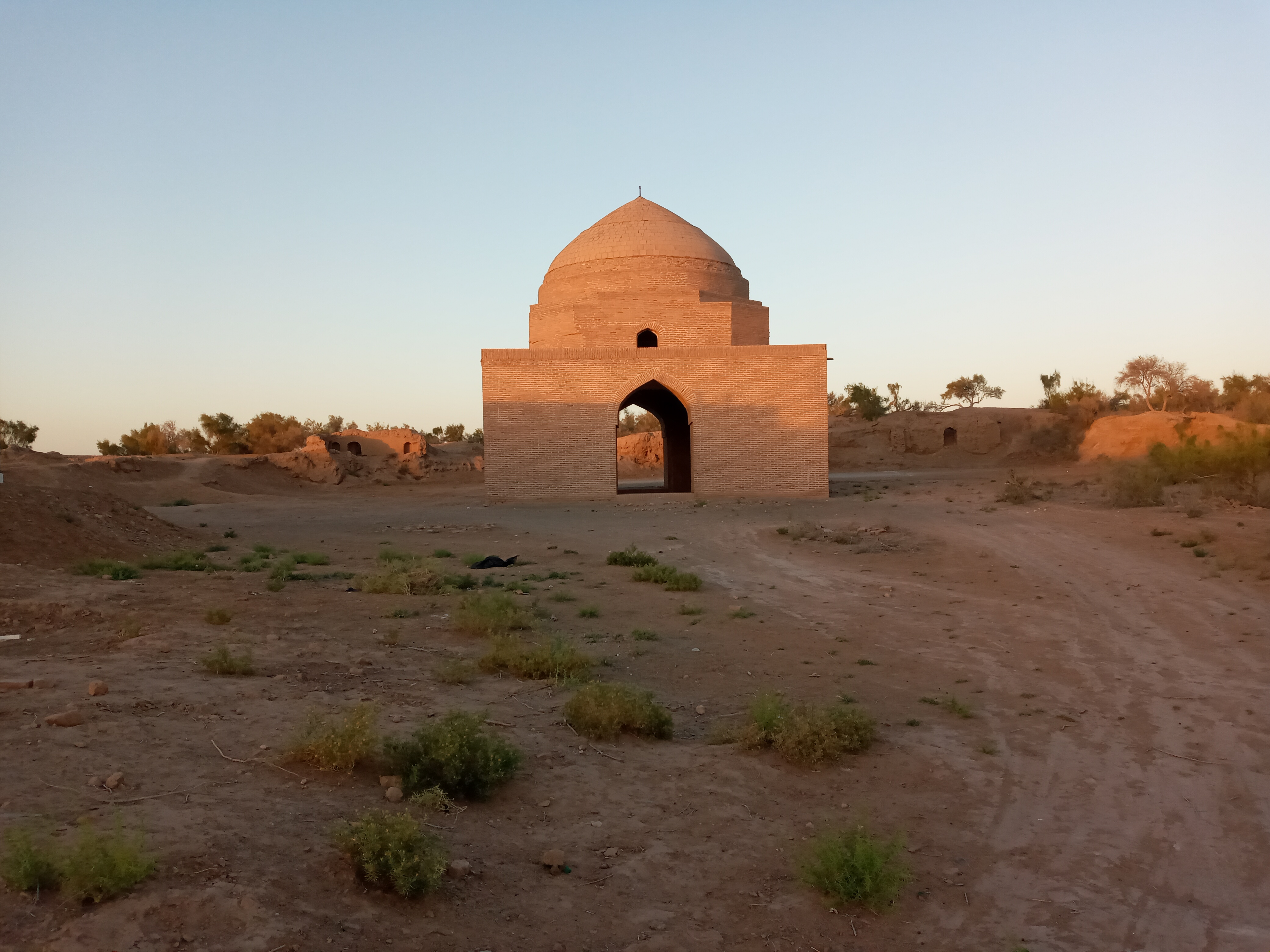
مسجد عبدل‌آباد
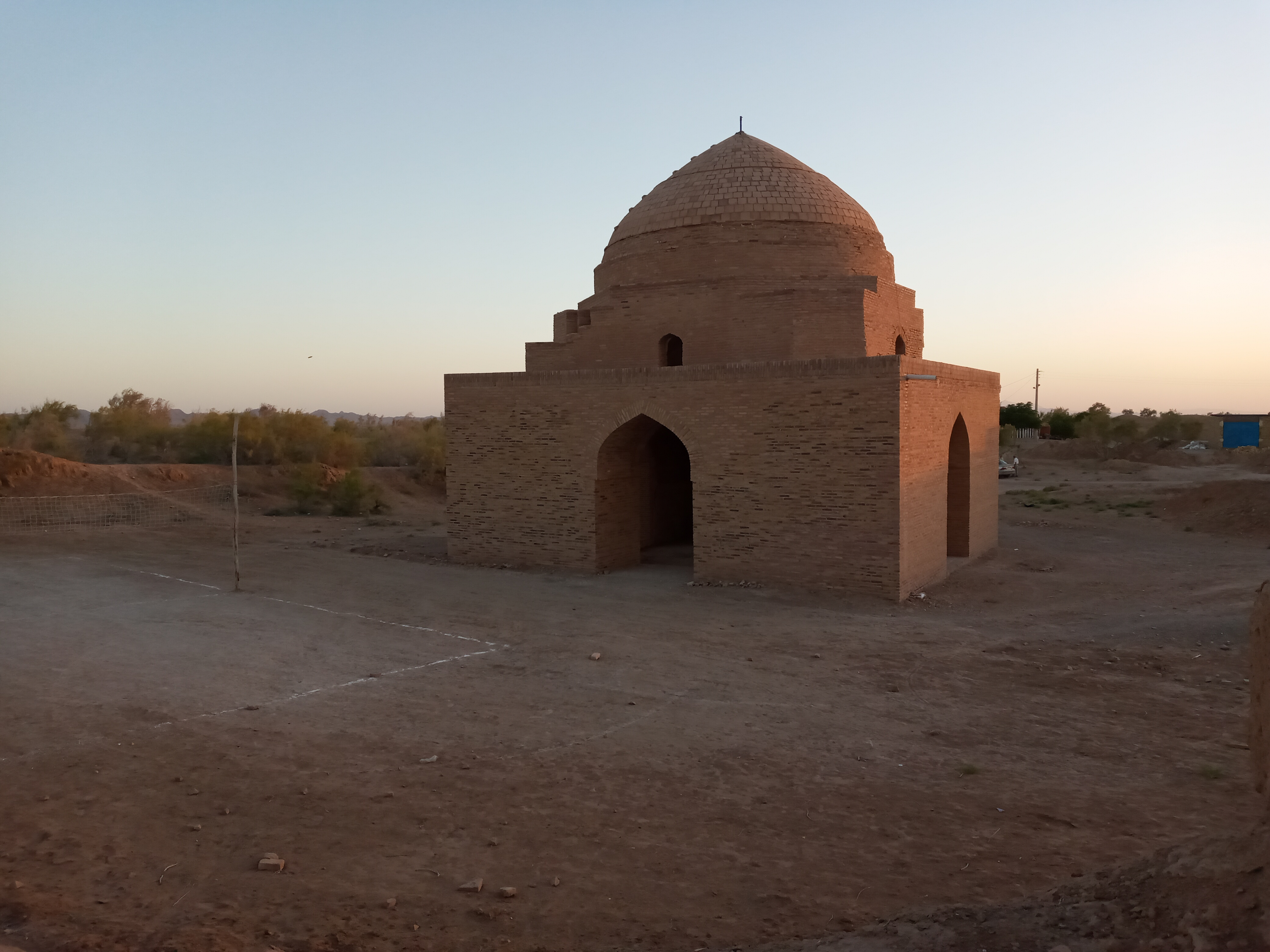
مسجد عبدل‌آباد
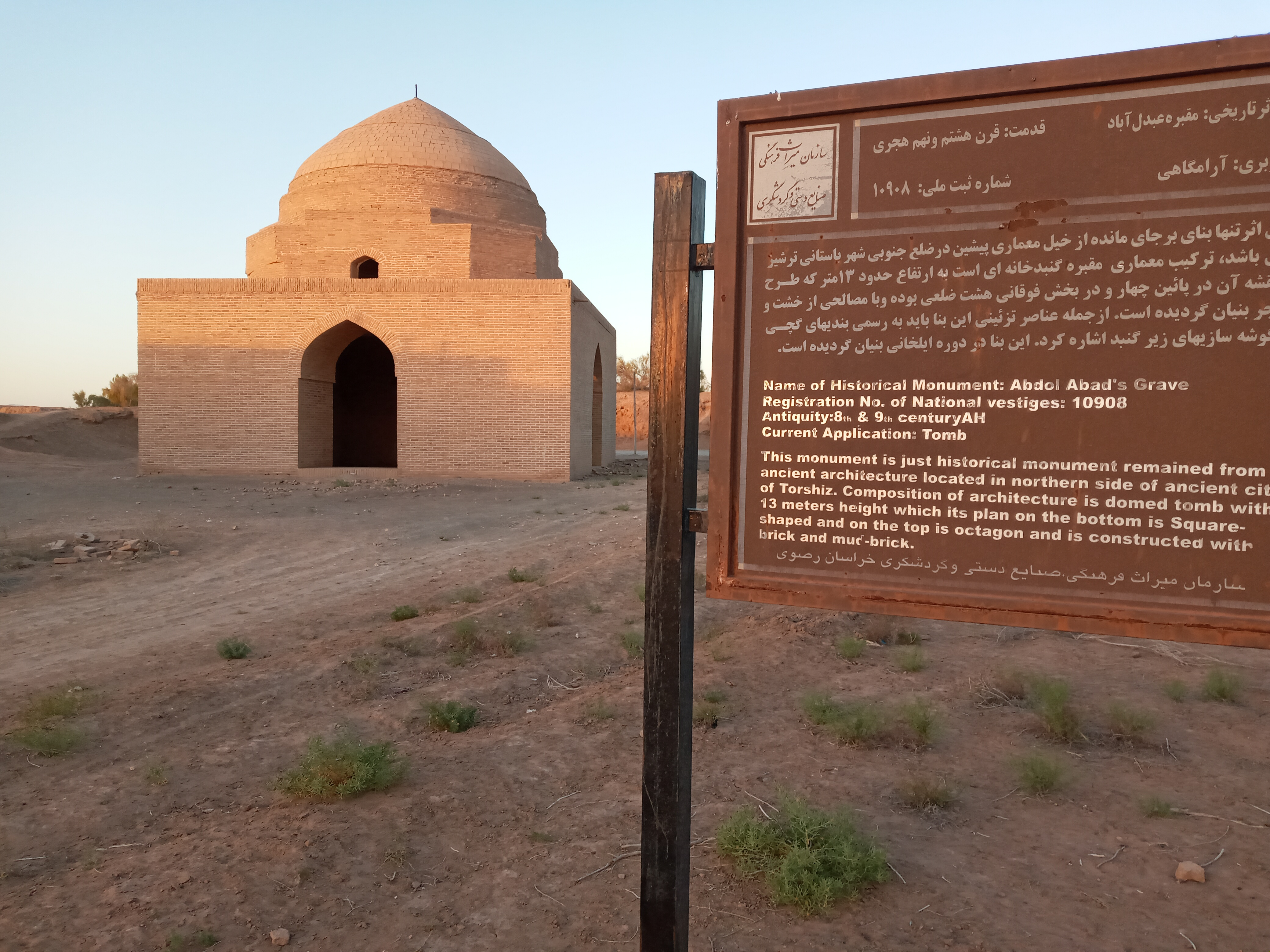
مسجد عبدل‌آباد
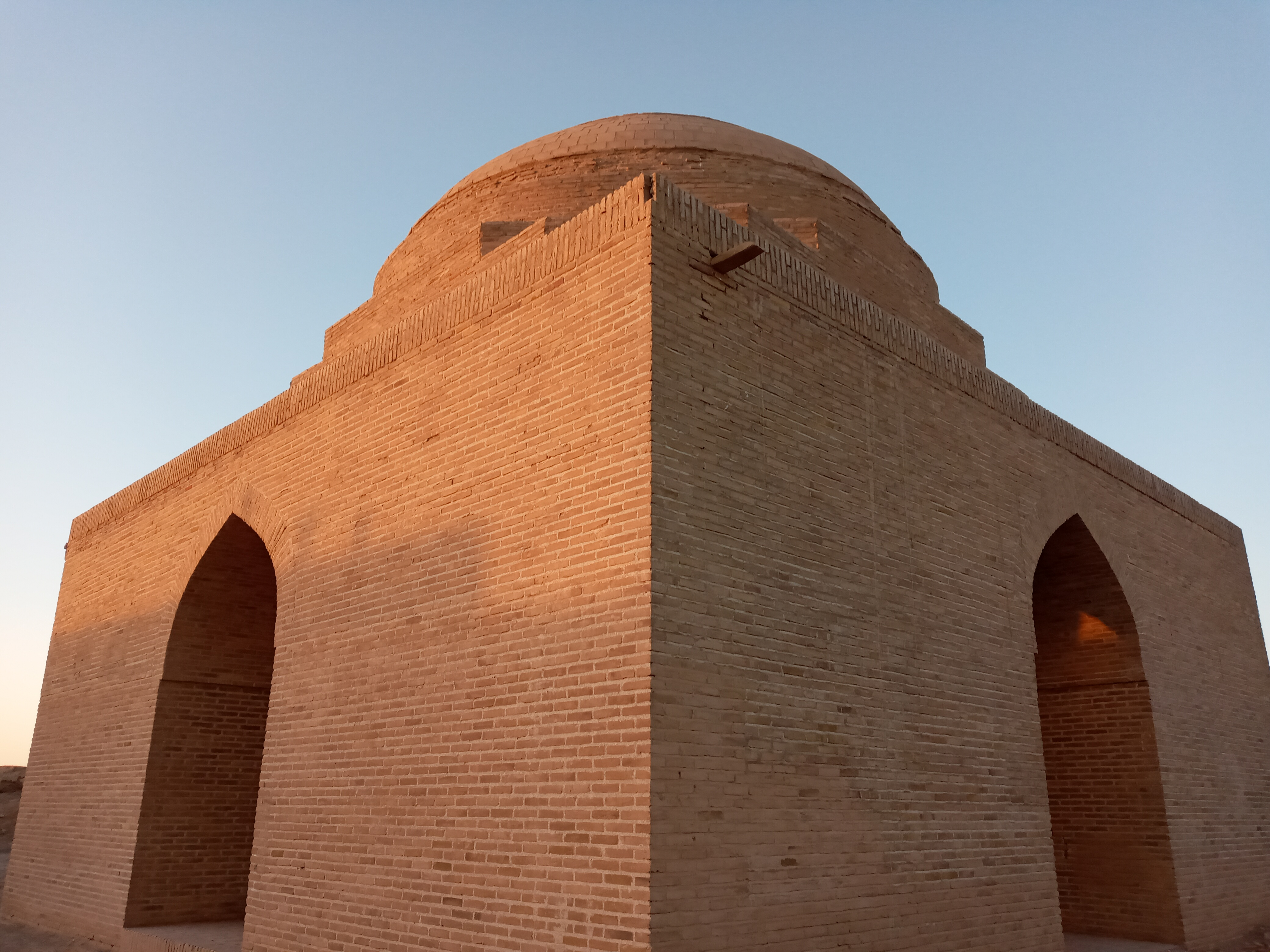
مسجد عبدل‌آباد
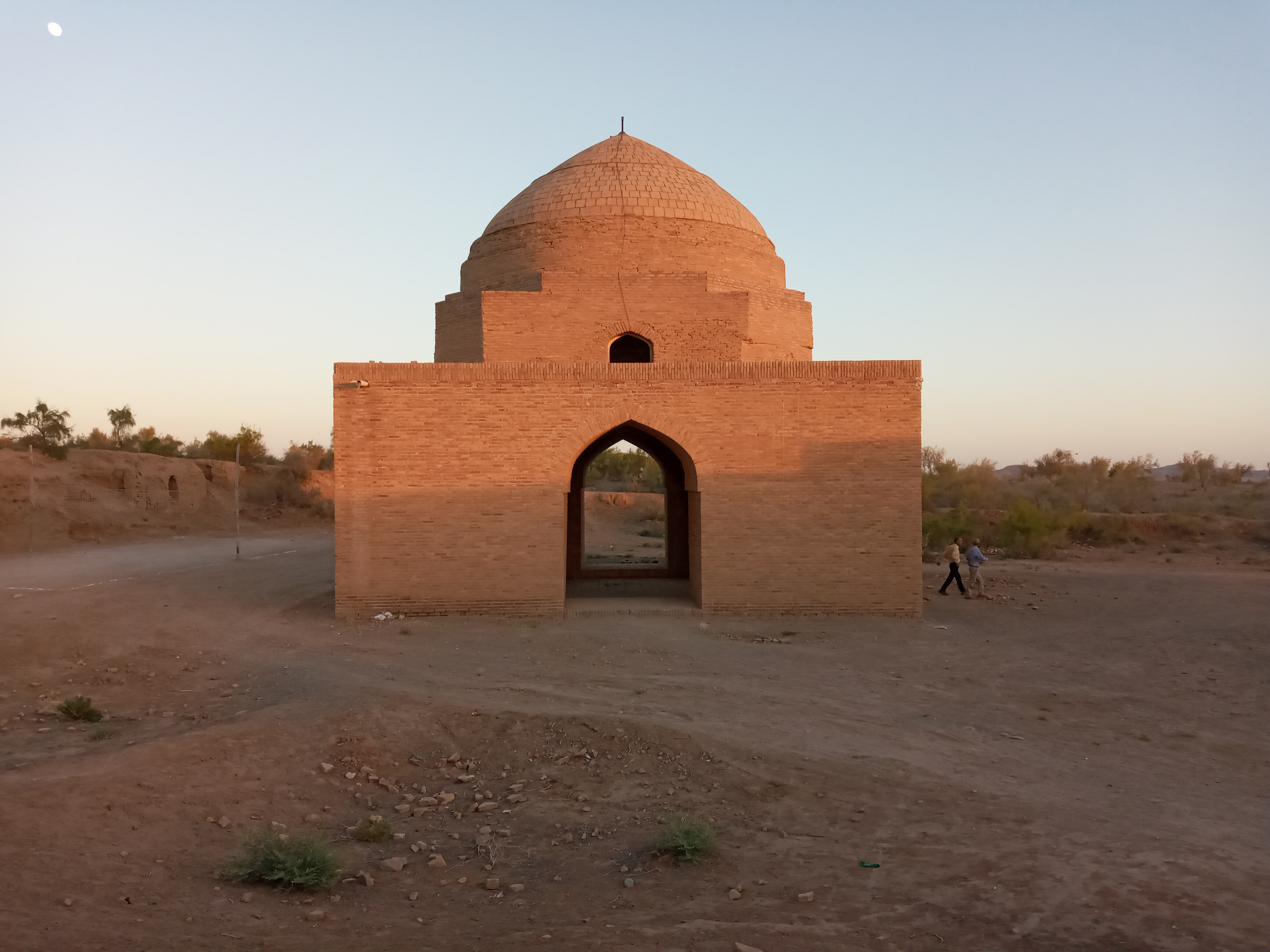
مسجد عبدل‌آباد
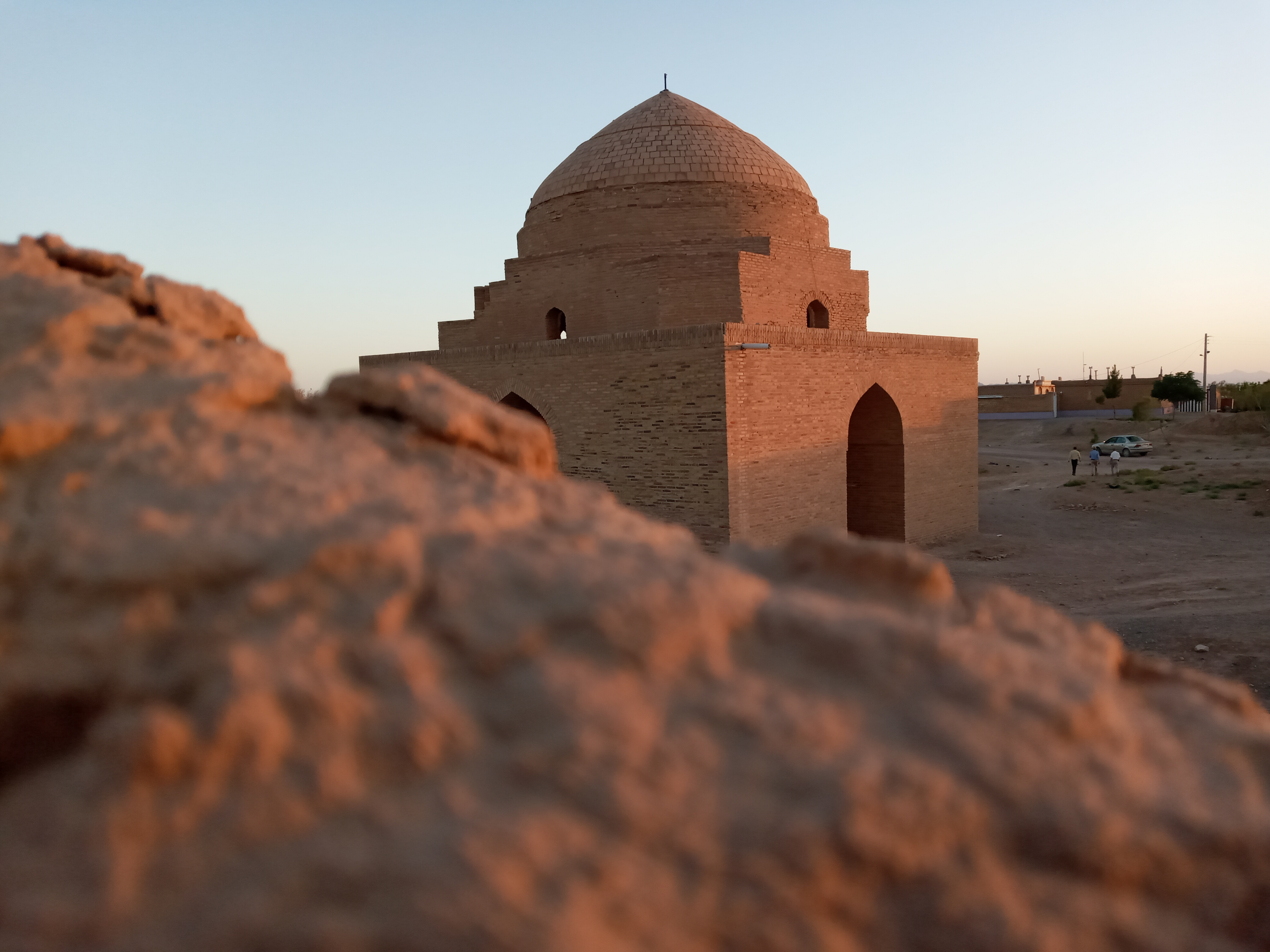
مسجد عبدل‌آباد